# Prochaetoderma raduliferum
Prochaetoderma raduliferum is een schildvoetigensoort uit de familie van de Prochaetodermatidae. De wetenschappelijke naam van de soort is voor het eerst geldig gepubliceerd in 1901 door Kowalewsky.